# Reinhardt-Bühnen
Mit dem Begriff Reinhardt-Bühnen werden die privatwirtschaftlich geführten Theater bezeichnet, die unter direkter künstlerischer und finanzieller Leitung von Max Reinhardt standen.
Der Theaterleiter und Regisseur Max Reinhardt war zu allen Zeiten auch mit Hilfe seines Bruders Edmund Organisator und Unternehmer, der die von ihm erworbenen Häuser entsprechend seinen künstlerischen Vorstellungen um- oder neubaute. Seine Bühnen waren durch zahlreiche bühnenbauliche Neuerungen wie stetig gekrümmten Rundhorizont, Lichtdekorationen und Arenabühne gekennzeichnet.
Den Anfang machte 1902 der Erwerb des Berliner Kabaretts Schall und Rauch, aus dem später das Kleine Theater hervorging. 1903 folgte das Neue Theater (Theater am Schiffbauerdamm) und 1905 das Deutsche Theater mit den von Reinhardt gegründeten Kammerspielen.
1911 fasste er seine Bühnen in Form eines Theaterkonzerns zusammen. Von 1915 bis 1918 leitete er zudem die von ihm gepachtete Volksbühne. 1919 eröffnete er nach einem Umbau das Große Schauspielhaus, 1924 übernahm er die Komödie am Kurfürstendamm und 1928 das Theater am Kurfürstendamm. Bis 1930/31 kaufte Reinhardt noch weitere Bühnen. Schließlich besaß er in Berlin 11 Theater mit über 10.000 Sitzplätzen, dazu in Wien das seit 1923 von ihm geleitete Theater in der Josefstadt sowie seit 1928 das Schlosstheater Schönbrunn.
Die Kammerspiele wurden 1931 geschlossen. 1932 übergab Reinhardt die Berliner Bühnen an Rudolf Beer und Karl Heinz Martin. Die Machtergreifung der Nationalsozialisten 1933 bereitete dem Theaterimperium des jüdischstämmigen Reinhardt endgültig das Ende. Das Deutsche Theater mit den Kammerspielen wurde „dem deutschen Volke“ übereignet.